# Sphinx canadensis
Sphinx canadensis ist ein Schmetterling (Nachtfalter) aus der Familie der Schwärmer (Sphingidae). Die Art besiedelt große Teile des nördlichen Nordamerikas.

## Merkmale
Die Falter haben eine Vorderflügellänge von 33 bis 43 Millimetern. Die Art ist schwierig zu bestimmen, da die Musterung der Vorderflügel sehr kontrastarm ist. Die Falter sind grau mit etwas hellbraun. Die Musterung ist ähnlich wie bei mehreren Arten der Gattung Sphinx. Beginnend an der Spitze der Vorderflügel befinden sich mehrere kurze schwarze Linien zwischen den Flügeladern, die quer über die Medialregion verlaufen. Wie auch bei anderen Arten der Gattung sind die zwei schwarzen Linien nahe der Flügelspitze oben mit einer weißen Binde versehen. Charakteristisch für die Art ist jedoch, dass die übrigen diagonalen, schwarzen Linien in einer blassen, aber gut erkennbaren weißen Linie nahe am Flügelaußenrand münden. Diese weiße Linie setzt sich bei manchen Individuen an der Unterseite der schwarzen Linien fort. Die Falter sind nur wenig variabel, lediglich der Braunanteil der Grundfarbe kann variieren. Die Hinterflügel sind auf der Oberseite schwarz mit weißen Binden. Von Sphinx poecila unterscheidet sich die Art durch den höheren Braunanteil in der Farbe und das Fehlen der weißen Diskalflecken.
Die Raupen sind variabel gefärbt. Es gibt Morphen, die sieben Paare deutlicher, schräger, weißer Seitenstreifen aufweisen und bei denen die braunen Flecken auf den Seiten reduziert sind. Bei anderen sind die Seitenstreifen sehr schwach gelblich-grün erkennbar und die braunen Flecken an den Seiten dominieren.
Die Puppe ist nahezu schwarz und hat eine leicht raue Oberfläche. Die sehr kurze Rüsselscheide liegt frei und ist nur wenig vom Körper weggekrümmt, wie es auch bei Sphinx sequoiae auftritt. Der Kremaster ist basal breit und verjüngt sich zur Doppelspitze rasch.

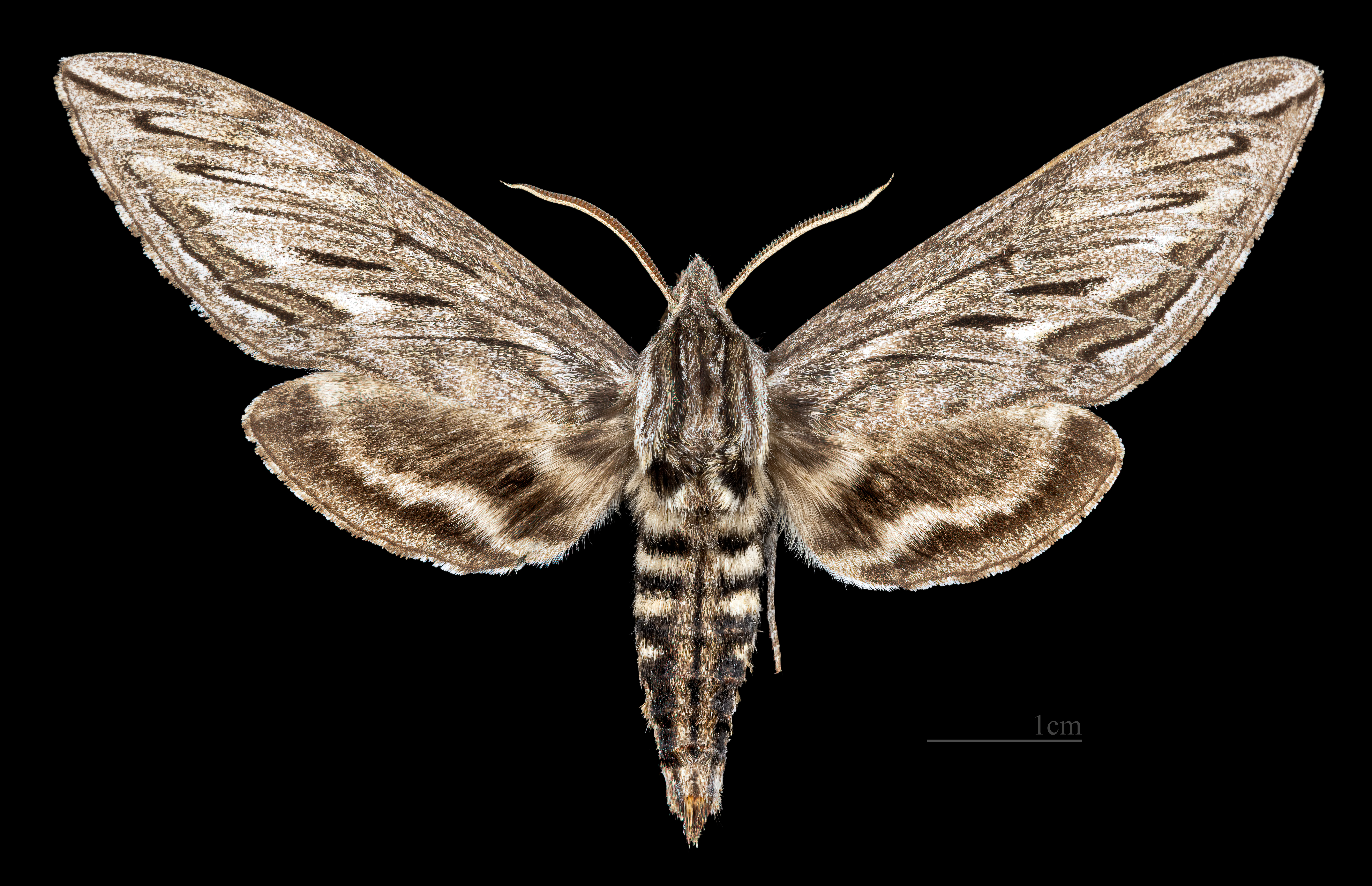
Sphinx canadensis ♂
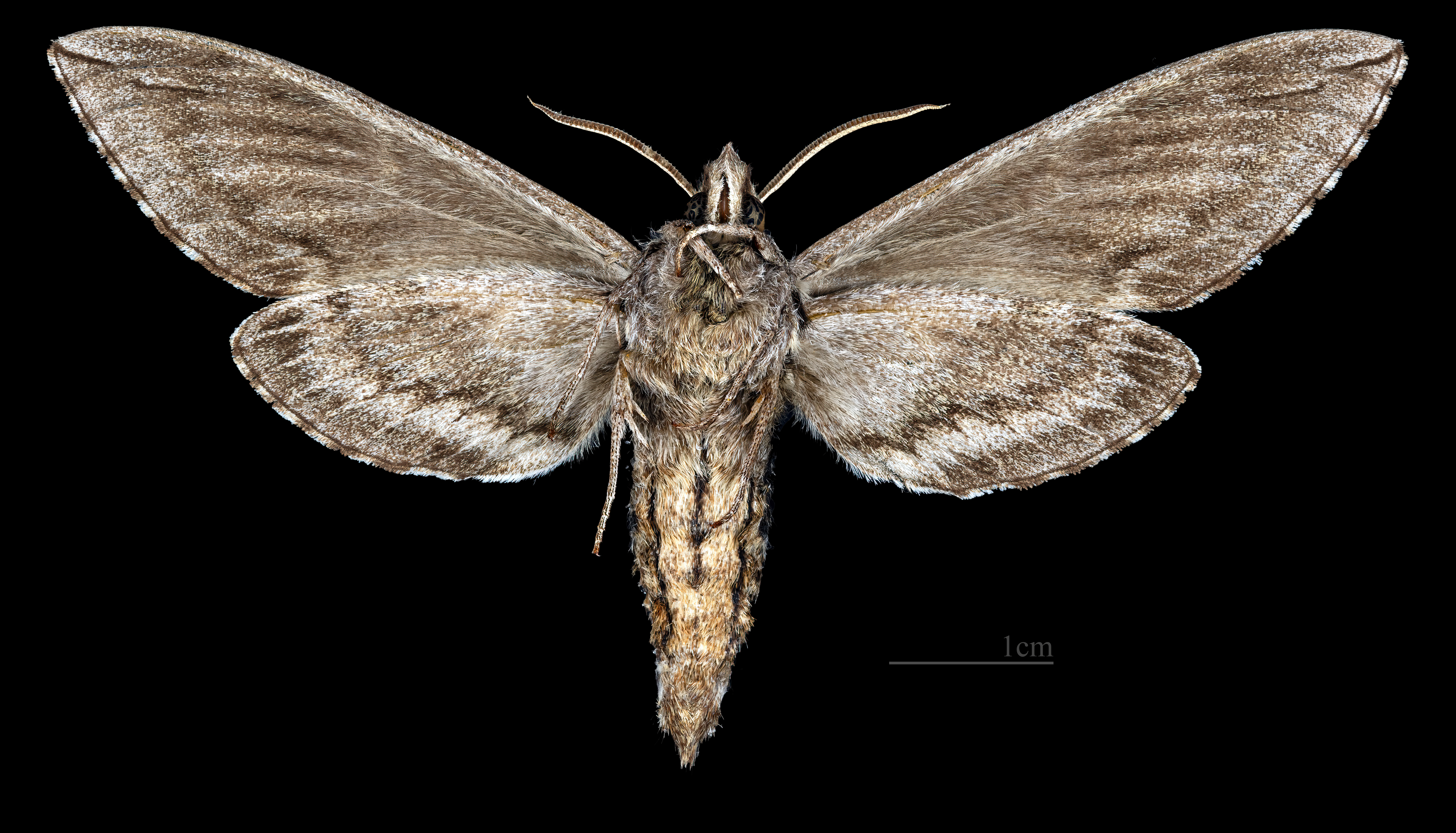
Sphinx canadensis ♂ △

## Vorkommen
Die Art besiedelt große Teile des nördlichen Nordamerikas. Sie kommt vor allem in New England und um die Great Lakes vor, ist aber auch dort nicht häufig anzutreffen. Um die Great Lakes tritt die Art in Michigan und Wisconsin und westlich bis nach Minnesota auf. Im Nordwesten der Vereinigten Staaten ist die Art aus Maine und New York sowie südlich bis in den Nordosten Pennsylvanias nachgewiesen. Mehrere Nachweise existieren auch aus dem Süden Indianas, dem Norden von Kentucky entlang des Ohio River, isolierte Nachweise gibt es weiters aus Tennessee, aus Illinois entlang des Mississippi River sowie aus dem Südwesten Missouris, Arkansas und Nebraska. Im Nordosten Alabamas tritt die Art ebenso auf. In Kanada wurde die Art in Nova Scotia, New Brunswick, dem Süden von Québec, in großen Teilen Ontarios und im Südosten Manitobas gefunden. Ein alter Nachweis von Neufundland ist unbestätigt.
Sphinx canadensis besiedelt das Unterholz dichter Laubwälder in der Umgebung von Feuchtgebieten.

## Lebensweise
Die Falter fliegen Lichtquellen an, sind aber auch während der Dämmerung beim Blütenbesuch an Saponaria officinalis und Nachtkerzen (Oenothera) zu beobachten.

### Flug- und Raupenzeiten
Die Falter fliegen im Norden ihres Verbreitungsgebietes im Hochsommer. Die meisten Nachweise gibt es von Ende Juni bis Anfang August. Anhand der Flugzeit könnte man das Auftreten von zwei Generationen pro Jahr vermuten, dabei handelt es sich vermutlich aber nur um wetterbedingte Verzögerungen innerhalb derselben Generation. In Arkansas fliegen die Falter von Mai bis Mitte September, vermutlich in zwei Generationen.

### Nahrung der Raupen
Die Raupen sind bisher nur an Schwarz-Esche (Fraxinus nigra) nachgewiesen worden, die in den oben beschriebenen Lebensräumen wachsen. An anderen Standorten wurden sie an diesen Pflanzen nicht gefunden. Früher vermutete man, dass die Art an Vaccinium angustifolium frisst, was in der späteren Literatur fälschlicherweise als erwiesen angenommen wurde. Tatsächlich gibt es jedoch keine Nachweise der Art auf diesen Pflanzen. Auch in der Zucht werden sie nicht angenommen.

## Entwicklung
Die Weibchen legen ihre Eier einzeln an der Unterseite der Blätter der Raupennahrungspflanzen ab. Die Raupen leben als Einzelgänger und ruhen auf der Unterseite der Blätter auf der Mittelrippe. In Gefangenschaft entwickeln sich die Raupen sehr rasch und sind bereits nach drei Wochen ausgewachsen. Die Raupen sind auf Grund ihrer Farbe perfekt auf den im Spätsommer an den Rändern angewelkten Blättern der Schwarz-Esche getarnt. Dies ist vermutlich der Grund, warum die Art trotz der sehr nördlichen Verbreitung so spät im Jahr auftritt. Dennoch ist die Sterblichkeit der Raupen durch Parasitoide extrem hoch. 80 bis 90 % der Raupen werden durch Raupenfliegen befallen getötet. Die Verpuppung erfolgt in Gefangenschaft in einer flachen Kammer in der Erde, in freier Natur ist die Verpuppung auch in erhöht wachsenden Moosbüscheln dokumentiert.

## Belege